# Josh Cavallo
Joshua Cavallo (* 13. November 1999 in Melbourne) ist ein australisch-italienischer Fußballspieler.

## Karriere

### Verein
Cavallo spielte in seiner Jugend bei Vereinen aus seiner Heimatstadt, Melbourne Victory und Melbourne City FC. Für letzteren spielte er erstmals auch in der U21. 2019 wechselte er zu Western United, der sich ebenfalls in Melbourne befindet. Im Februar 2021 wechselte Cavallo für den Rest der Saison zu Adelaide United, wurde schließlich aber längerfristig für zwei Jahre übernommen.

### Nationalmannschaft
Cavallo absolvierte 2018 ein Spiel für die australische U20-Mannschaft.

## Persönliches
Im Oktober 2021 machte Cavallo öffentlich, dass er schwul ist, womit er der einzige offen schwul lebende aktive Fußballspieler einer Topliga zu jenem Zeitpunkt war. Nach eigenen Angaben im Jahr 2025 erhält er deswegen immer noch «tägliche Morddrohungen». Im Mai 2022 folgte der beim FC Blackpool in der zweithöchsten englischen Liga unter Vertrag stehende Jake Daniels seinem Beispiel.